# Nati nel 1970/Maggio
| Questa pagina contiene informazioni ricavate automaticamente dalle voci biografiche con l'ausilio del template Bio e di un bot. L'aggiornamento è periodico e automatico e ricostruisce completamente la pagina. Se manca una persona in questa lista, sei pregato di non aggiungerla, ma accertati piuttosto che la sua voce biografica contenga il template Bio e che i dati anagrafici siano correttamente compilati. Se il template Bio manca, inseriscilo tu stesso o, in alternativa, metti l'avviso {{tmp\|Bio}} che ne segnala la mancanza. Se i dati riportati sono sbagliati, correggi direttamente la voce biografica; le modifiche saranno visibili in questa lista entro pochi giorni. Per chiarimenti vedi il progetto biografie. La lista contiene solo le 319 persone che sono citate nell'enciclopedia e per le quali è stato implementato correttamente il template Bio. Pagina aggiornata al 18 ago 2025. |

- 1º maggio - Bernard Butler, chitarrista e produttore discografico britannico
- 1º maggio - Rosalba De Giorgi, politica italiana
- 1º maggio - Marco Frigatti, personaggio televisivo italiano
- 1º maggio - Javi Gracia, allenatore di calcio e ex calciatore spagnolo
- 1º maggio - Pasquale Gravina, dirigente d'azienda, dirigente sportivo e ex pallavolista italiano
- 1º maggio - Nik Gugger, politico svizzero
- 1º maggio - Siegrid Pallhuber, ex biatleta italiana
- 1º maggio - Josef Zinnbauer, allenatore di calcio e ex calciatore tedesco
- 2 maggio - Matt Gerald, attore, sceneggiatore e musicista statunitense
- 2 maggio - Ranieri Gonzalez, attore e doppiatore brasiliano
- 2 maggio - Giovanni Greco, scrittore e traduttore italiano
- 2 maggio - Dan Kutler, ex nuotatore statunitense
- 2 maggio - Stephen Malcolm, calciatore giamaicano († 2001)
- 2 maggio - Stefano Pasetto, regista, sceneggiatore e montatore italiano
- 2 maggio - Yvan Quentin, ex calciatore svizzero
- 2 maggio - Mariano Rabino, ex politico italiano
- 2 maggio - Golda Rosheuvel, attrice guyanese
- 2 maggio - Naoki Satō, compositore giapponese
- 2 maggio - Stelios Stylianidīs, ex calciatore cipriota
- 2 maggio - Klaudia Tanner, politica austriaca
- 2 maggio - Lorenzo Trincheri, ultramaratoneta italiano
- 2 maggio - Martin Trunz, ex saltatore con gli sci svizzero
- 2 maggio - Marco Walker, allenatore di calcio e ex calciatore svizzero
- 2 maggio - Dave Willis, doppiatore, sceneggiatore e produttore televisivo statunitense
- 3 maggio - Bobby Cannavale, attore statunitense
- 3 maggio - Alexia Dechaume, ex tennista francese
- 3 maggio - Ariel Hernández, ex pugile cubano
- 3 maggio - Frédéric Jousset, imprenditore francese
- 3 maggio - Milena Trendafilova, ex sollevatrice bulgara
- 3 maggio - Alexander de Voogt, psicologo olandese
- 4 maggio - Gregg Alexander, cantautore e produttore discografico statunitense
- 4 maggio - Pier Domenico Della Valle, ex calciatore sammarinese
- 4 maggio - Lin Li, ex nuotatrice cinese
- 4 maggio - Giovanni Mirabassi, pianista italiano
- 4 maggio - Dawn Staley, ex cestista e allenatrice di pallacanestro statunitense
- 4 maggio - Artan Vila, ex calciatore albanese
- 4 maggio - Valeria Visconti, cantante italiana
- 4 maggio - Tandi Wright, attrice neozelandese
- 4 maggio - Joanna Zeiger, ex triatleta statunitense
- 5 maggio - Will Arnett, attore, doppiatore e comico canadese
- 5 maggio - Daniele Crosta, ex schermidore italiano
- 5 maggio - LaPhonso Ellis, ex cestista statunitense
- 5 maggio - Kenji Eno, compositore giapponese († 2013)
- 5 maggio - Noriko Ishibashi, ex calciatrice giapponese
- 5 maggio - Stefan Landberg, ex calciatore svedese
- 5 maggio - Zorana Mihajlović, politica serba
- 5 maggio - Wilfried Nelissen, ex ciclista su strada belga
- 5 maggio - Svjatoslav Ševčuk, arcivescovo cattolico ucraino
- 5 maggio - Viktor Sinjak, ex sollevatore sovietico
- 5 maggio - Tim Wynn, compositore statunitense
- 6 maggio - Clayton Lopez, ex giocatore di football americano e allenatore di football americano statunitense
- 6 maggio - Mitsuhiro Misaki, ex calciatore giapponese
- 6 maggio - Riccardo Pasqualetto, ex calciatore italiano
- 6 maggio - Alessandra Tarquini, storica italiana
- 6 maggio - Tristán Ulloa, attore spagnolo
- 6 maggio - Damir Čanadi, allenatore di calcio e ex calciatore austriaco
- 7 maggio - Vincenzo Lambertini, allenatore di calcio e ex calciatore italiano
- 7 maggio - Jenny Saville, pittrice inglese
- 7 maggio - Freddy Suárez, ex calciatore peruviano
- 7 maggio - Scooter Ward, musicista statunitense
- 7 maggio - Edwin Zoetebier, ex calciatore olandese
- 8 maggio - Marko Asell, politico e ex lottatore finlandese
- 8 maggio - Steve Edwards, cantautore britannico
- 8 maggio - Edema Fuludu, ex calciatore nigeriano
- 8 maggio - Damjan Gajser, allenatore di calcio e ex calciatore sloveno
- 8 maggio - Marcelino Galoppo, ex calciatore argentino
- 8 maggio - Naomi Klein, giornalista, scrittrice e attivista canadese
- 8 maggio - Luis Enrique, allenatore di calcio e ex calciatore spagnolo
- 8 maggio - Lyle McDonald, saggista statunitense
- 8 maggio - Claudio Stefanazzi, politico italiano
- 8 maggio - Dale Strong, politico statunitense
- 9 maggio - Earl Carpenter, attore teatrale e cantante britannico
- 9 maggio - Doug Christie, ex cestista e allenatore di pallacanestro statunitense
- 9 maggio - Ghostface Killah, rapper statunitense
- 9 maggio - David Cawthorne Haines, ingegnere aeronautico e attivista britannico († 2014)
- 9 maggio - Jana Matějková, ex cestista ceca
- 9 maggio - Marco Sgrò, allenatore di calcio e ex calciatore italiano
- 9 maggio - Chris Short, ex calciatore inglese
- 9 maggio - Stefano Villa, poliziotto italiano († 1995)
- 9 maggio - Marcus Webb, ex cestista statunitense
- 10 maggio - Harald Egger, ex hockeista su ghiaccio italiano
- 10 maggio - Mihai Fifor, politico rumeno
- 10 maggio - Craig Mack, rapper statunitense († 2018)
- 10 maggio - Gabriela Montero, pianista venezuelana
- 10 maggio - Gina Philips, attrice statunitense
- 10 maggio - Dallas Roberts, attore statunitense
- 10 maggio - David Weir, dirigente sportivo, allenatore di calcio e ex calciatore scozzese
- 10 maggio - Matteo Zhen Xuebin, vescovo cattolico cinese
- 10 maggio - Antar Zouabri, terrorista algerino († 2002)
- 10 maggio - Kemal Özdeş, allenatore di calcio e ex calciatore turco
- 11 maggio - José Buitrago, arbitro di calcio colombiano
- 11 maggio - Dmitrij Černjakov, regista teatrale e direttore teatrale russo
- 11 maggio - Harold Ford, politico statunitense
- 11 maggio - Nicky Katt, attore statunitense († 2025)
- 11 maggio - Judit Kormos, linguista ungherese
- 11 maggio - Valter Matošević, ex pallamanista e allenatore di pallamano croato
- 11 maggio - Rubén Michavila, ex pallanuotista spagnolo
- 11 maggio - Yasuhiko Niimura, ex calciatore giapponese
- 11 maggio - Jason Queally, ex pistard britannico
- 11 maggio - Sérgio Luís de Araújo, ex calciatore brasiliano
- 11 maggio - Shinsuke Shiotani, ex calciatore giapponese
- 12 maggio - Lisa Brescia, attrice e cantante statunitense
- 12 maggio - Geno Dobrevski, ex calciatore bulgaro
- 12 maggio - Mark Foster, ex nuotatore britannico
- 12 maggio - Jim Furyk, golfista statunitense
- 12 maggio - Samantha Mathis, attrice statunitense
- 12 maggio - Marcos Mathías, allenatore di calcio e ex calciatore venezuelano
- 12 maggio - Daniela Melchiorre, magistrato e politica italiana
- 12 maggio - Oleksandr Tarnavs'kyj, generale ucraino
- 12 maggio - Emma Petitti, politica italiana
- 12 maggio - Margarete Schramböck, manager e politica austriaca
- 12 maggio - Carlos Secretário, allenatore di calcio e ex calciatore portoghese
- 12 maggio - Cheryl Waaka, ex rugbista a 15 e allenatrice di rugby a 15 neozelandese
- 12 maggio - Mike Weir, golfista canadese
- 12 maggio - David A.R. White, attore, sceneggiatore e produttore cinematografico statunitense
- 13 maggio - Ian Agol, matematico statunitense
- 13 maggio - Alberto Airola, politico italiano
- 13 maggio - Joe Busillo, ex hockeista su ghiaccio canadese
- 13 maggio - Yūji Hashimoto, ex calciatore giapponese
- 13 maggio - Hans Herbots, regista e sceneggiatore belga
- 13 maggio - Ephraim Kalorib, ex calciatore vanuatuano
- 13 maggio - Robert Maćkowiak, ex velocista polacco
- 13 maggio - Luigi Nave, politico italiano
- 13 maggio - Hanna Smoktunowicz, giornalista polacca
- 13 maggio - Robert Špehar, allenatore di calcio e ex calciatore croato
- 14 maggio - Christo Bezuidenhout, ex rugbista a 15 sudafricano
- 14 maggio - Nicola Fairbrother, ex judoka britannica
- 14 maggio - Morgan Johansson, politico svedese
- 14 maggio - Muhamed Konjić, ex calciatore bosniaco
- 14 maggio - Daniel Lewin, matematico, militare e programmatore statunitense († 2001)
- 14 maggio - Takehiko Orimo, ex cestista giapponese
- 14 maggio - Regina Philips, ex judoka tedesca
- 14 maggio - Gemelli Rayment, attore e artista marziale britannico
- 14 maggio - Tibor Selymes, allenatore di calcio e ex calciatore rumeno
- 14 maggio - Ken'ichi Shimokawa, ex calciatore giapponese
- 14 maggio - Mikel Zarrabeitia, ex ciclista su strada spagnolo
- 14 maggio - Soria Zeroual, attrice algerina
- 15 maggio - Maurizio Agazzi, alpinista italiano
- 15 maggio - Frank de Boer, allenatore di calcio e ex calciatore olandese
- 15 maggio - Ronald de Boer, allenatore di calcio e ex calciatore olandese
- 15 maggio - Paolo Ciani, politico italiano
- 15 maggio - Mioara David, ex schermitrice rumena
- 15 maggio - Pascal Delrée, ex giocatore di calcio a 5 belga
- 15 maggio - Massimiliano Ferrati, pianista italiano
- 15 maggio - Judith Hermann, scrittrice tedesca
- 15 maggio - Desmond Howard, ex giocatore di football americano statunitense
- 15 maggio - Michael Patrick Jann, regista statunitense
- 15 maggio - Anne Akiko Meyers, violinista statunitense
- 15 maggio - Phil Pfister, powerlifter e strongman statunitense
- 15 maggio - Stefano Sacripanti, allenatore di pallacanestro italiano
- 15 maggio - Kentarō Sawada, allenatore di calcio e ex calciatore giapponese
- 15 maggio - Rod Smith, ex giocatore di football americano statunitense
- 15 maggio - Keith Tower, ex cestista statunitense
- 15 maggio - Nicola Walker, attrice britannica
- 15 maggio - Ben Wallace, politico e ex militare britannico
- 16 maggio - Anna Costanza Baldry, psicologa e criminologa italiana († 2019)
- 16 maggio - Alain Gaspoz, ex calciatore beninese
- 16 maggio - Oscar Girardi, ex arbitro di calcio italiano
- 16 maggio - Martin Gruber, attore tedesco
- 16 maggio - Roberto Jabali, ex tennista brasiliano
- 16 maggio - Marco Ligabue, cantautore e chitarrista italiano
- 16 maggio - István Pisont, allenatore di calcio e ex calciatore ungherese
- 16 maggio - Darío Ripoll, attore messicano
- 16 maggio - Gabriela Sabatini, ex tennista argentina
- 16 maggio - Catarina Sarmento e Castro, giurista e politica portoghese
- 16 maggio - Felisberto Teixeira, pilota motociclistico portoghese
- 17 maggio - Anžalika Ahurbaš, cantante bielorussa
- 17 maggio - Daniela Calò, doppiatrice e attrice italiana
- 17 maggio - Stefania Croce, golfista italiana
- 17 maggio - Dalila Bulcão Mello, ex cestista brasiliana
- 17 maggio - Hubert Davis, ex cestista e allenatore di pallacanestro statunitense
- 17 maggio - Derrick Deese, ex giocatore di football americano statunitense
- 17 maggio - Matt Eberflus, allenatore di football americano statunitense
- 17 maggio - Renzo Furlan, allenatore di tennis e ex tennista italiano
- 17 maggio - Jason Gray-Stanford, attore e doppiatore canadese
- 17 maggio - John Karelse, allenatore di calcio e ex calciatore olandese
- 17 maggio - Kim Jong-shin, ex lottatore sudcoreano
- 17 maggio - Jordan Knight, cantautore e personaggio televisivo statunitense
- 17 maggio - Matt Lindland, artista marziale misto e lottatore statunitense
- 17 maggio - Ivan Moretto, allenatore di calcio e ex calciatore italiano
- 17 maggio - Todd Mundt, ex cestista statunitense
- 17 maggio - Ýewgeniý Naboýçenko, ex calciatore turkmeno
- 17 maggio - Alessandro Quarta, doppiatore e direttore del doppiaggio italiano
- 17 maggio - Chris Smith, ex cestista statunitense
- 17 maggio - Fadwa Suleiman, attrice e attivista siriana († 2017)
- 17 maggio - Hisham Tawfiq, attore statunitense
- 17 maggio - Giovanna Trillini, maestra di scherma e ex schermitrice italiana
- 18 maggio - Joseph Baldwin, attore, regista e produttore cinematografico statunitense
- 18 maggio - Tina Fey, attrice, autrice televisiva e comica statunitense
- 18 maggio - Tim Horan, ex rugbista a 15 e allenatore di rugby a 15 australiano
- 18 maggio - Billy Howerdel, cantautore, polistrumentista e produttore discografico statunitense
- 18 maggio - Nobuyasu Ikeda, ex calciatore giapponese
- 18 maggio - Brigitte Köck, ex snowboarder austriaca
- 18 maggio - Dave Leitao, ex cestista e allenatore di pallacanestro statunitense
- 18 maggio - Valerij Popovič, allenatore di calcio e ex calciatore russo
- 18 maggio - Tadashi Satomi, autore di videogiochi giapponese
- 18 maggio - Kimberly Schmidinger, ex sciatrice alpina statunitense
- 18 maggio - Krista Schmidinger, ex sciatrice alpina statunitense
- 18 maggio - Vicky Sunohara, ex hockeista su ghiaccio canadese
- 18 maggio - Clemens Zwijnenberg, ex calciatore olandese
- 19 maggio - Miguel Ángel Benítez, ex calciatore paraguaiano
- 19 maggio - Stuart Cable, batterista e personaggio televisivo britannico († 2010)
- 19 maggio - Daniela Colceag, ex cestista rumena
- 19 maggio - Alison Elliott, attrice statunitense
- 19 maggio - Ali Günçar, allenatore di calcio e ex calciatore turco
- 19 maggio - Michele Menolascina, ex calciatore italiano
- 19 maggio - Park Sung-soo, ex arciere sudcoreano
- 19 maggio - Carlo Troscè, ex calciatore italiano
- 19 maggio - Merethe Trøan, cantante norvegese
- 19 maggio - Sally Wheeler, attrice statunitense
- 20 maggio - Crissy Ahmann-Leighton, ex nuotatrice statunitense
- 20 maggio - Terrell Brandon, ex cestista statunitense
- 20 maggio - Alberto Coto García, spagnolo
- 20 maggio - Ryūichi Kawamura, cantante, compositore e attore giapponese
- 20 maggio - Olena Svyrydova, ex cestista ucraina
- 21 maggio - Vesna Bajkuša, ex cestista jugoslava
- 21 maggio - Rade Bogdanović, ex calciatore serbo
- 21 maggio - Erbolat Dosaev, politico kazako
- 21 maggio - Svetlana Drăgușin, ex cestista rumena
- 21 maggio - Giovanni Fasce, allenatore di calcio e ex calciatore italiano
- 21 maggio - Pablo Gómez, allenatore di calcio e ex calciatore spagnolo
- 21 maggio - Romina Mura, politica italiana
- 21 maggio - Fred Nicole, arrampicatore svizzero
- 21 maggio - Taylor Sheridan, attore, sceneggiatore e regista statunitense
- 21 maggio - Carl Veart, allenatore di calcio e ex calciatore australiano
- 22 maggio - Zoran Barišić, allenatore di calcio e ex calciatore austriaco
- 22 maggio - Mark Bingham, imprenditore e rugbista a 15 statunitense († 2001)
- 22 maggio - Naomi Campbell, supermodella, attrice e cantante britannica
- 22 maggio - Pedro Paulo Diniz, ex pilota automobilistico brasiliano
- 22 maggio - Masato Koga, ex calciatore giapponese
- 22 maggio - Zoltan Lunka, ex pugile tedesco
- 22 maggio - Monika Maciejewska, ex schermitrice polacca
- 22 maggio - Mario Meštrović, ex calciatore croato
- 22 maggio - Pollen Ndlanya, ex calciatore sudafricano
- 22 maggio - Natallja Permjakova, ex biatleta bielorussa
- 22 maggio - Guillermo Toledo, attore, produttore teatrale e attivista spagnolo
- 22 maggio - Guillaume Warmuz, ex calciatore francese
- 22 maggio - Eric Wunderlich, ex nuotatore statunitense
- 23 maggio - Yigal Amir, terrorista israeliano
- 23 maggio - Daniel Brunner, ex sciatore alpino svizzero
- 23 maggio - Nanette Burstein, regista, sceneggiatrice e produttrice cinematografica statunitense
- 23 maggio - Bryan Herta, pilota automobilistico statunitense
- 23 maggio - Simone Massi, animatore, regista e illustratore italiano
- 23 maggio - Daniele Pecci, attore italiano
- 23 maggio - Rima Petronytė, ex cestista lituana
- 23 maggio - Rune Skarsfjord, allenatore di calcio e ex calciatore norvegese
- 23 maggio - Sebastiano Vecchiola, dirigente sportivo e ex calciatore italiano
- 23 maggio - Aleksandar Veselinović, allenatore di calcio e ex calciatore serbo
- 24 maggio - Raül Agné, allenatore di calcio e ex calciatore spagnolo
- 24 maggio - Cristiano Caratti, ex tennista italiano
- 24 maggio - Caroline Ebner, attrice e doppiatrice tedesca
- 24 maggio - Bo Hamburger, ex ciclista su strada e dirigente sportivo danese
- 24 maggio - Jia Zhangke, regista, scrittore e sceneggiatore cinese
- 24 maggio - Tadashi Koya, ex calciatore giapponese
- 24 maggio - Antonio Martín Velasco, ciclista su strada spagnolo († 1994)
- 24 maggio - Matteo Mauri, politico italiano
- 24 maggio - Shōji Nonoshita, ex calciatore giapponese
- 24 maggio - Sergio Zavattieri, fotografo e artista italiano
- 25 maggio - Elşəd Əhmədov, ex calciatore azero
- 25 maggio - Giuseppe Antonelli, linguista italiano
- 25 maggio - Lindsay e Sidney Greenbush, attrice statunitense
- 25 maggio - Satsuki Yukino, doppiatrice giapponese
- 25 maggio - Kaoru Kadohara, ex calciatrice giapponese
- 25 maggio - Jamie Kennedy, attore statunitense
- 25 maggio - Kim Taek-soo, tennistavolista sudcoreano
- 25 maggio - Neil Marshall, regista, sceneggiatore e montatore inglese
- 25 maggio - Trevor Morris, compositore canadese
- 25 maggio - Steve Ojomoh, ex rugbista a 15 britannico
- 25 maggio - Octavia Spencer, attrice statunitense
- 26 maggio - Eric Anderson, cestista statunitense († 2018)
- 26 maggio - Julien Boisselier, attore francese
- 26 maggio - José Luis Díaz, ex cestista cubano
- 26 maggio - Alex Garland, sceneggiatore, regista e scrittore britannico
- 26 maggio - John Hamburg, sceneggiatore e regista statunitense
- 26 maggio - Kylie Ireland, ex attrice pornografica, regista e conduttrice radiofonica statunitense
- 26 maggio - Go Kuroda, allenatore di calcio e ex calciatore giapponese
- 26 maggio - Sam Mack, ex cestista statunitense
- 26 maggio - Miriam Mesturino, attrice e regista teatrale italiana
- 26 maggio - Luis Monzón, ex calciatore paraguaiano
- 26 maggio - Andrea Pozzoli, arpista e compositore italiano
- 26 maggio - Louis Tylka, vescovo cattolico statunitense
- 26 maggio - Michael Utting, ex calciatore neozelandese
- 26 maggio - Ivan Venini, attore italiano
- 26 maggio - Nobuhiro Watsuki, fumettista giapponese
- 27 maggio - Michele Bartoli, ex ciclista su strada italiano
- 27 maggio - Christopher Blauvelt, direttore della fotografia statunitense
- 27 maggio - Mara Brock Akil, sceneggiatrice e produttrice televisiva statunitense
- 27 maggio - John De Leo, cantante e compositore italiano
- 27 maggio - Tim Farron, politico britannico
- 27 maggio - Joseph Fiennes, attore britannico
- 27 maggio - Melissa Hortman, politica statunitense († 2025)
- 27 maggio - Faraaz Khan, attore e modello indiano († 2020)
- 27 maggio - Bianka Panova, ex ginnasta bulgara
- 27 maggio - Jérôme Robart, attore, regista e doppiatore francese
- 27 maggio - Pilar Valero, cestista e allenatrice di pallacanestro spagnola († 2022)
- 27 maggio - Zuzana Vasilková, ex cestista slovacca
- 28 maggio - Žana Lelas, cestista jugoslava († 2021)
- 28 maggio - John Mallett, ex rugbista a 15 e allenatore di rugby a 15 britannico
- 28 maggio - Glenn Quinn, attore irlandese († 2002)
- 28 maggio - Babak Rafati, ex arbitro di calcio tedesco
- 28 maggio - Tatiana Rizzante, dirigente d'azienda italiana
- 29 maggio - Máxima Acuña, agricoltrice, attivista e ambientalista peruviana
- 29 maggio - Roberto Di Matteo, allenatore di calcio e ex calciatore italiano
- 29 maggio - Silke Frankl, ex tennista tedesca
- 29 maggio - Takeharu Ishimoto, compositore, chitarrista e pianista giapponese
- 29 maggio - Attila Kuttor, allenatore di calcio e ex calciatore ungherese
- 29 maggio - Luís Novo, ex maratoneta portoghese
- 29 maggio - Agnes Oaks, ex ballerina estone
- 30 maggio - Josep Maria Berrocal, allenatore di pallacanestro spagnolo
- 30 maggio - Flora Chan, cantante e attrice cinese
- 30 maggio - Gabriele Fersini, chitarrista e cantante italiano
- 30 maggio - Sylvain Gagnon, ex pattinatore di short track canadese
- 30 maggio - Guy-Roger Nzeng, ex calciatore gabonese
- 30 maggio - Nikolaj Pešalov, ex sollevatore bulgaro
- 30 maggio - Shan Tao, ex cestista cinese
- 30 maggio - Erick Thohir, imprenditore e politico indonesiano
- 30 maggio - Manuel Vescovi, politico italiano
- 31 maggio - Paolo Sorrentino, regista, sceneggiatore e produttore cinematografico italiano
- 31 maggio - Claus Thomsen, ex calciatore danese